# Schlacht von Mogadischu
Die Schlacht von Mogadischu war eine militärische Auseinandersetzung während des somalischen Bürgerkrieges am 3./4. Oktober 1993. Das Gefecht wurde zwischen US-amerikanischen Streitkräften und Angehörigen der UN-Friedensmission UNOSOM einerseits sowie Milizionären der Somalischen Nationalen Allianz andererseits ausgetragen. Der Tod von 18 US-Soldaten bedeutete den bis dahin verlustreichsten Kampfeinsatz seit dem Vietnamkrieg und führte zu einer grundlegenden Änderung der Interventionspolitik der US-Regierung unter Bill Clinton hin zur Maxime „No Dead!“ Die Schlacht ist in der westlichen Welt auch unter den Namen Operation Irene (dem Start-Code) oder als Schlacht um das schwarze Meer (nach dem Stadtteil Mogadischus, in dem sie größtenteils stattfand) bekannt. Der Operationsname war Gothic Serpent (dt. „Gotische Schlange“).

## Hintergrund

### Die UNO-Mission
Somalia befand sich seit 1988 in einem blutigen Bürgerkrieg, der die Auflösung der staatlichen Strukturen zur Folge hatte. Dies führte zu Beginn der 1990er Jahre zu einer gravierenden Hungersnot und das ostafrikanische Land hatte Zehntausende Hungertote zu beklagen. Um die Nahrungsmittelversorgung der Bevölkerung sicherzustellen, begann am 1. April 1992 mit der UNOSOM I eine humanitäre Intervention der Vereinten Nationen (Resolution 751). Die UNO entsandte auch Truppen nach Somalia, um ihren Einsatz gegen die miteinander verfeindeten Milizen abzusichern. Ein weiteres Ziel der Mission war die Beendigung des Bürgerkrieges. Ab August 1992 beteiligte sich das US-Militär an der Friedensmission. Militärflugzeuge brachten Hilfsgüter nach Somalia und in die Flüchtlingslager im Norden des Nachbarlandes Kenia, z. B. nach Dadaab. Gleichzeitig begann ein kleines Team mit der Vorbereitung einer Militäroperation, um die Verteilung der Hilfsgüter zu gewährleisten, weshalb die UN-Truppen um 3.500 Soldaten erweitert wurden.

### Operation Restore Hope

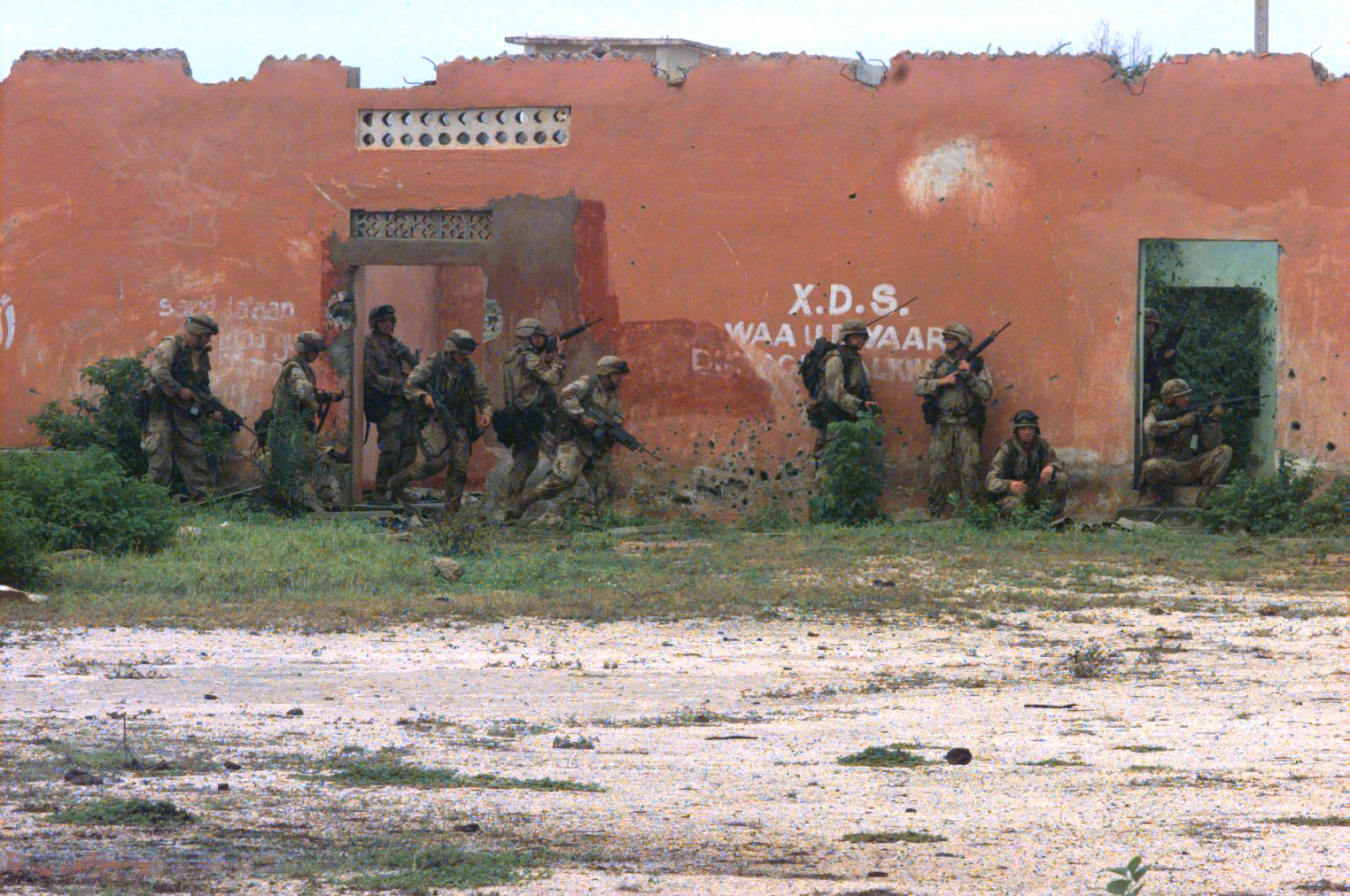
US-Soldaten während eines Einsatzes im Norden von Mogadischu, Januar 1993

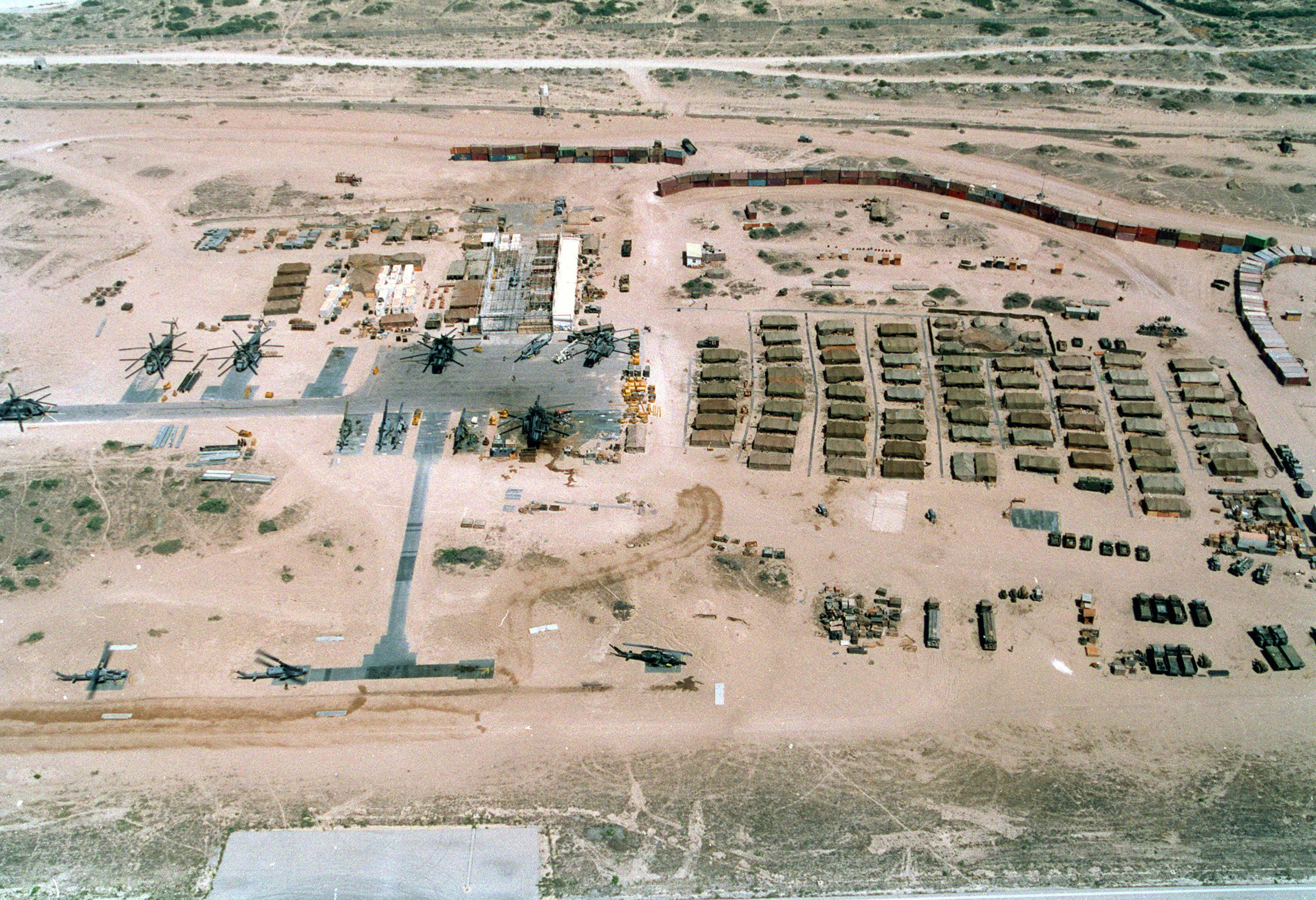
Air Combat Element der US Marine Forces Somalia am Flughafen von Mogadischu, Februar 1993

Trotz der Präsenz der UNO verschlechterte sich die Sicherheitslage rapide, Lebensmittellieferungen wurden geplündert und die Hungersnot nahm immer größere Ausmaße an. Im November 1992 beschossen bewaffnete Milizionäre ein mit Hilfsgütern beladenes Schiff, welches daraufhin abdrehte. Abkommen mit einzelnen Warlords wurden missachtet und viele Clans standen der UN-Präsenz feindselig gegenüber. Zum Hauptgegner der Intervention entwickelte sich der Führer der Somalischen Nationalen Allianz (SNA), Mohammed Farah Aidid, der sich dem Einsatz gewaltsam entgegenstellte und den Abzug der UN forderte. Nicht zuletzt auf Grund der drastischen Medienberichte verabschiedete der UN-Sicherheitsrat am 2. Dezember 1992 die Resolution 794 und kündigte die Aufstellung der Unified Task Force (UNITAF) unter militärischer Führung der Vereinigten Staaten an. Die UNITAF sollte in Südwestsomalia die öffentliche Ordnung wiederherstellen, um die Verteilung von Hilfsgütern zu ermöglichen. Der Militäreinsatz trug die Bezeichnung Operation Restore Hope (Operation Wiederherstellung der Hoffnung). Unter großem Medieninteresse landeten am 9. Dezember 1992 die ersten Angehörigen der US-Marines und Navy SEALs an der somalischen Küste sowie dem Flughafen Mogadischu. Die internationale UNITAF-Streitmacht wuchs auf 30.000 Soldaten an, wobei die US-Streitkräfte das mit Abstand größte Truppenkontingent stellten (25.000 Mann u. a. 10th Mountain Division, I. Marine Expeditionary Force).
In den folgenden Monaten gelang es, ohne den Einsatz von Gewalt, die Kämpfe einzudämmen und ein funktionierendes System zur Nahrungsmittelverteilung einzurichten. Parallel dazu begannen die Truppen mit dem Aufbau einer Basis in Mogadischu, sprachen sich mit den zahlreichen Hilfsorganisationen ab, die ihre Arbeit aufnahmen, und wiesen die übrigen Teile des internationalen Blauhelmkontingents ein. Im März 1993 sahen die US-Truppen ihre Aufgabe als beendet an, verlängerten jedoch auf Drängen der UN die Operation.

### Operation Continue Hope

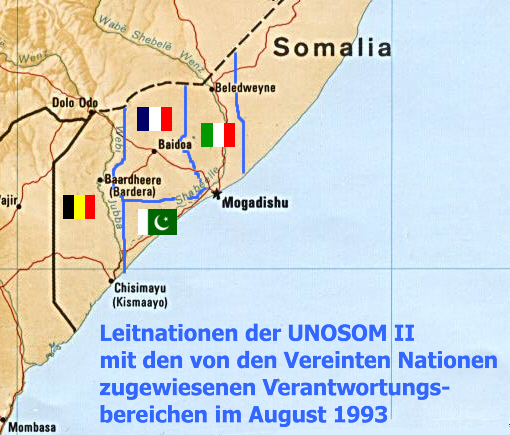
Verantwortungsbereiche der Leitnationen von UNOSOM II (1993)

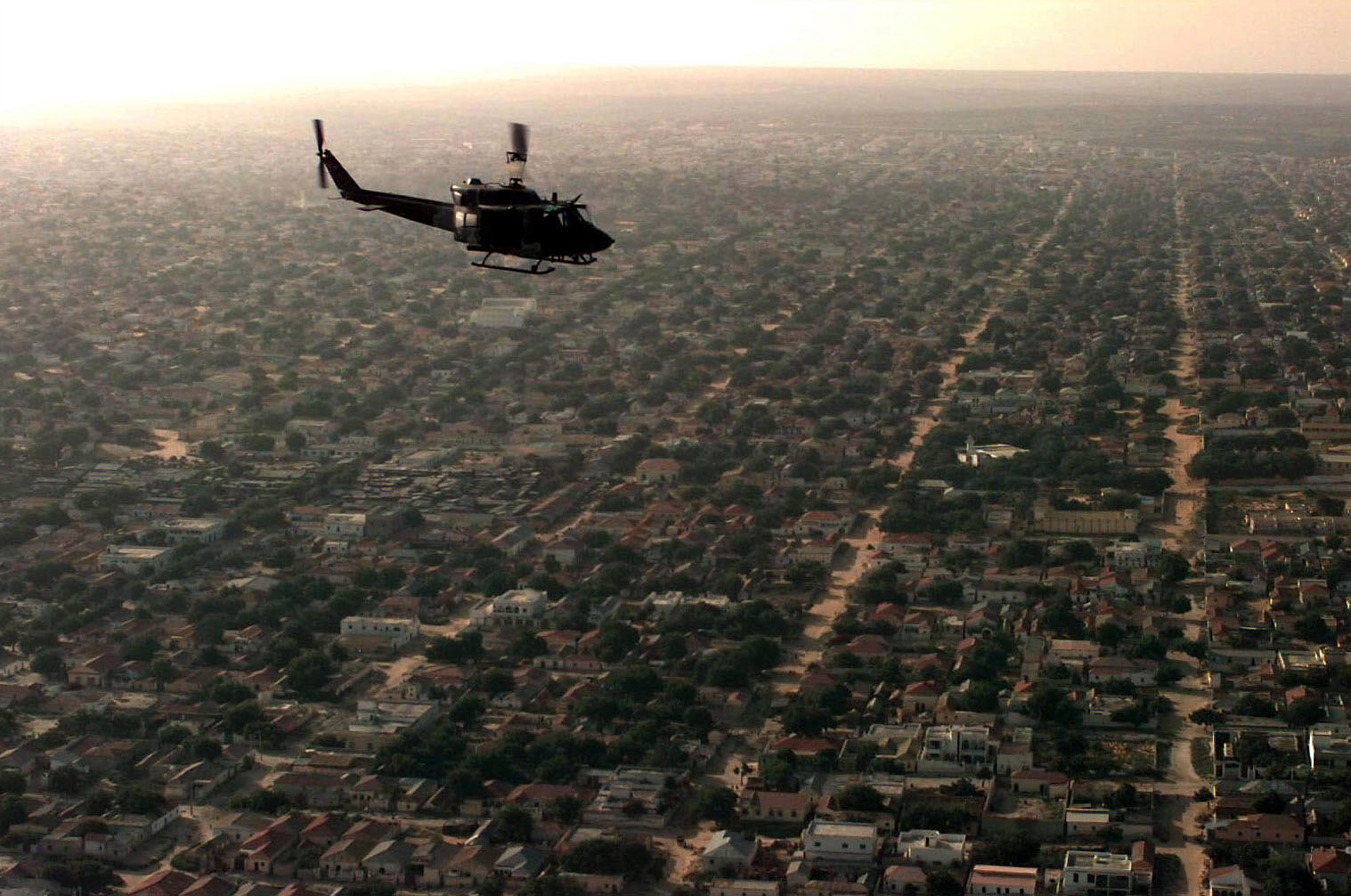
Ein UH-1N während der Operation Continue Hope über Mogadischu

Die UN-Resolution 814 vom 26. März 1993 beschloss die Umwandlung des UNITAF-Mandats in die Friedensmission UNOSOM II. Die auch als Operation Continue Hope bezeichnete Operation sollte UNOSOM I mit erweiterten Aufgaben fortsetzen. Über die Unterstützung der humanitären Hilfe hinaus sollten politische Strukturen in Somalia wieder aufgebaut und das gesamte Land befriedet werden, einschließlich des Nordens Somalias (Somaliland), der sich im Mai 1991 für unabhängig erklärt hatte. Neben 3.000 Soldaten für die eigentliche UNO-Mission stellte die USA eine schnelle Eingreiftruppe (Quick Reaction Force – QRF) von 800 Mann. Letztere setzte sich aus einem leichten Infanterie-Bataillon und zwei Helikopter-Bataillonen der 10. US-Gebirgsjägerdivision zusammen.
Nach dem Beginn von UNOSOM II wurden erste Schwächen kritisiert. Die Truppenstärke galt als zu gering, um im gesamten Land auf Dauer die Ordnung aufrechtzuerhalten. Außerdem funktionierte die Koordination zwischen den verschiedenen beteiligten Nationalitäten schlecht. Auch den Versuchen, mit den Bürgerkriegsparteien zu verhandeln, war von Anfang an wenig Erfolg beschieden. Im Mai 1993 trafen sich auf Vermittlung des wichtigsten Clanführers Mohammed Farah Aidid UNO-Vertreter und Anführer von Bürgerkriegsmilizen zu Verhandlungen über einen Waffenstillstand. Als keine Einigung erzielt wurde, trafen sich am 4. Juni rund 200 Vertreter von Clans, um einen eigenen Waffenstillstand zu schließen. Im Zuge dieser Vereinbarung kündigten sie die Zusammenarbeit mit der UNO auf, die daraufhin den Waffenstillstand für ungültig erklärte. Am Tag darauf wollten pakistanische Blauhelme ein von Aidids SNA-Miliz genutztes Gebäude, in dem sich ein Waffenlager sowie ein Radiosender befanden, kontrollieren. Aidids Truppen eröffneten daraufhin das Feuer auf die Soldaten, wodurch 24 Pakistaner getötet wurden. Nach einer UNO-Resolution, die das Vorgehen der Milizen verurteilte und die Festnahme der Schuldigen verlangte, führten die UNO-Truppen Mitte Juni einen Luftschlag gegen Aidids Hauptquartier aus.
Verschärft wurden die Auseinandersetzungen zwischen US-Truppen und Somaliern, nachdem Kampfhubschrauber am 12. Juli 1993 im Rahmen der Operation Michigan eine vermeintliche Versammlung von Aidid-Kämpfern in der Annahme beschossen hatten, Aidid befinde sich unter ihnen. Dabei sollen etwa 70 Menschen getötet worden sein. Vermutungen zufolge hatte es sich um Friedensverhandlungen von Clan-Ältesten gehandelt. Eine Bestätigung dafür gab es nicht, weil vier Journalisten (u. a. Dan Eldon und Hansi Krauss) vor Ort von Somaliern getötet wurden.

## Schlachtverlauf

### Die Ausgangslage

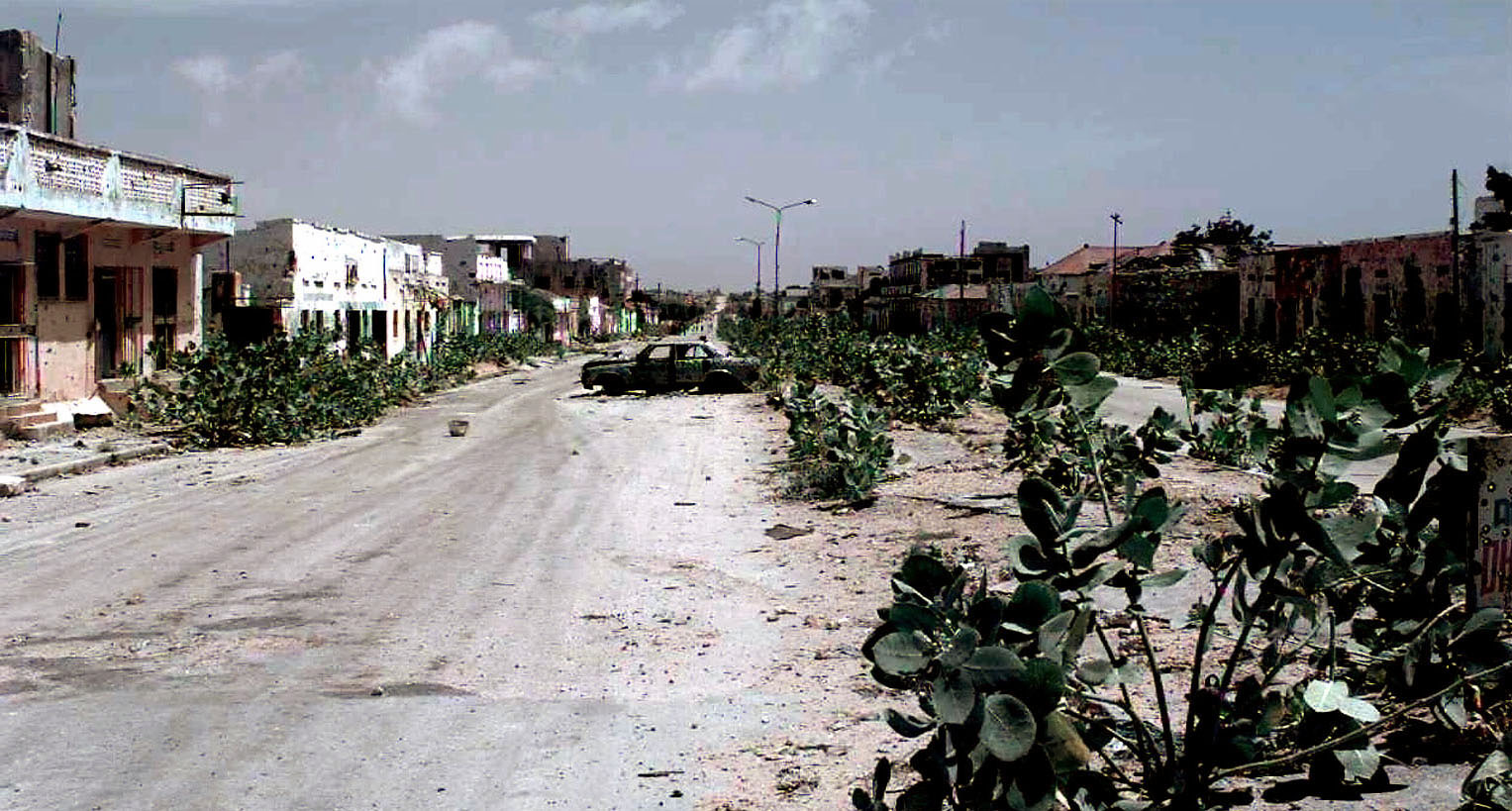
Die „grüne Linie“, Straße in Mogadischu und Trennlinie zwischen Nord und Süd

Die Hauptlast der Fahndung nach Aidid ruhte zunächst auf der schnellen Eingreiftruppe der 10. US-Gebirgsdivision (10th Mountain Division) unter dem Kommando von General Thomas Montgomery. Die Kommandeure vor Ort forderten vom US-Verteidigungsministerium gepanzerte Unterstützung an, die jedoch verweigert wurde. Dafür wurde Ende August eine Einsatzgruppe (Task Force, TF) bestehend aus Mitgliedern der Delta Force und US Army Rangers des 75th Ranger Regiment unter dem Kommando von General William F. Garrison nach Mogadischu verlegt. Die Task Force Ranger (TFR) sollte die schnelle Eingreiftruppe bei der Jagd nach Aidid entlasten.
Auch die CIA beteiligte sich mit bereits im Land befindlichen Agenten der Special Activities Division an der Informationsbeschaffung über den Aufenthalt Aidids, konnte jedoch keine verwertbaren Ergebnisse liefern. Die TFR führte mehrere Einsätze zur Ergreifung Aidids durch.
Parallel zur Jagd verhandelte das UNO-Kommando mit Aidid, um einen Waffenstillstand nach UNO-Bedingungen zu ermöglichen. Im gleichen Zeitraum nahmen Angriffe auf die UNO-Truppen sowie auf die schnellen Eingreiftruppen zu. Unter anderem stellte dies eine Reaktion Aidids und seiner SNA-Miliz auf die Einsätze der TFR dar, die zwar nicht ihn persönlich trafen, aber zur Festnahme mehrerer seiner Vertrauten führten. Gleichzeitig traten Auflösungserscheinungen innerhalb des UNO-Kontingents auf. Verschiedene Staaten zogen ihre Soldaten zurück oder weigerten sich, die Suche nach Aidid zu unterstützen.
Am 3. Oktober 1993 kam es schließlich zum verlustreichen Einsatz amerikanischer Truppen zur (schließlich vergeblichen) Ergreifung Aidids.

### Der Plan

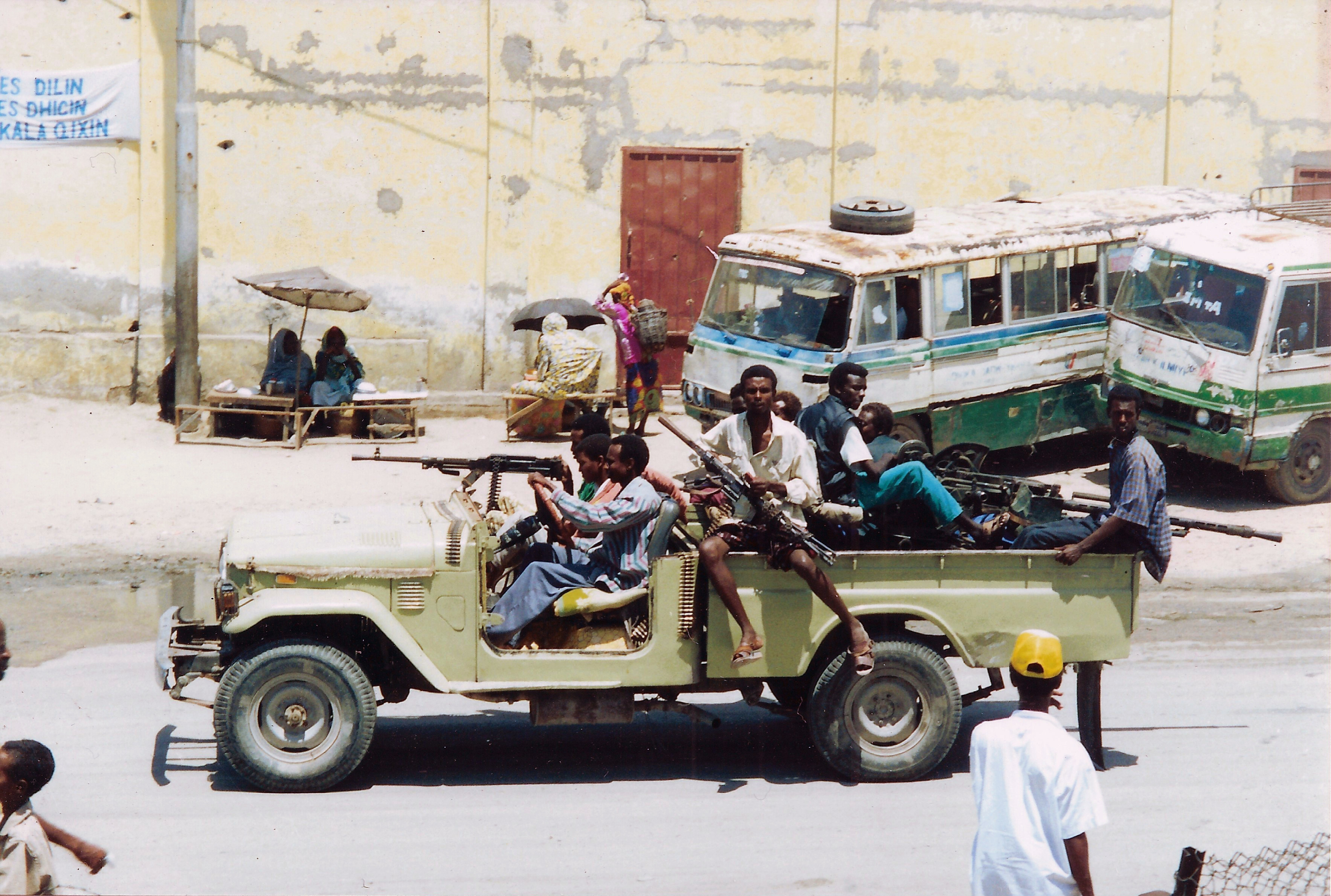
Bewaffnete Aufständische auf einem Technical 1993 in Mogadischu

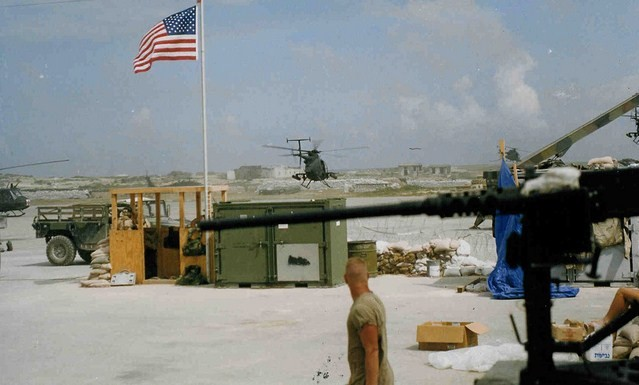
Ein Little Bird beim Beginn der Mission

Geplant war, dass Mitglieder der amerikanischen Spezialeinheit Delta Force am frühen Nachmittag wichtige Berater Aidids oder den Clan-Chef selbst festnehmen sollten. Die Gesuchten sollten sich angeblich um 15 Uhr in einem Gebäude nahe dem Hotel Olympic im Bakara-Bezirk in Mogadischu zu Gesprächen treffen. Dieses Gebäude würden Männer der Delta Force, die um 15:45 Uhr aus MH-6 Little Bird-Helikoptern direkt am und auf dem Gebäude abgesetzt werden sollten, stürmen. Um 15:46 Uhr würden sich Rangers aus MH-60 Black Hawks abseilen und die vier Eckpunkte des Gebäudes sichern, um das Eindringen feindlicher Milizen oder die Flucht der im Gebäude befindlichen Personen zu verhindern. Nach der Festnahme sollte ein aus Humvees und 5-Ton-Trucks bestehender Konvoi alle Soldaten sowie die Gefangenen aufnehmen und zum US-Stützpunkt bringen. Die kalkulierte Operationsdauer betrug maximal zwei Stunden.

### Der Verlauf

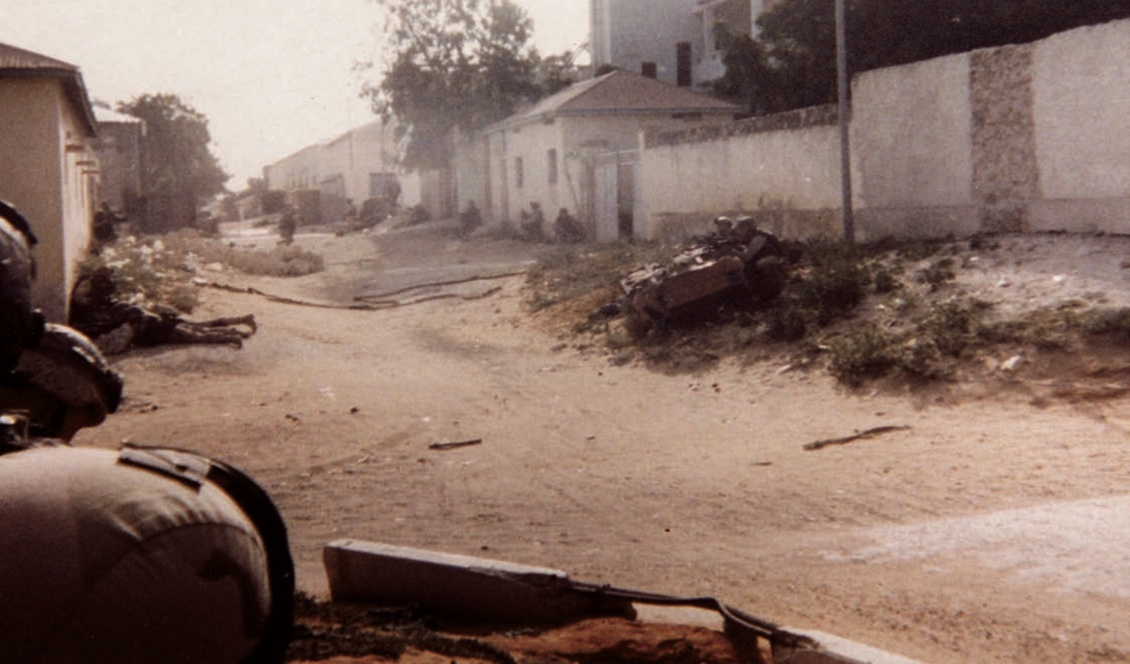
Rangers in der Nähe des Zielgebäudes

Um 15:40 Uhr begann die TFR mit dem Anflug auf das Ziel. Zunächst verlief die Operation wie geplant. Doch bald stellte sich heraus, dass die SNA-Miliz dieses Mal deutlich schneller reagierte als bei vorherigen Einsätzen der Task Force. Kurz nach Beginn der Aktion gab es unter den Rangern die ersten Verwundeten. Dennoch gelang das Verladen der Festgenommenen und eines Teils der TFR (Teile des 4. Zuges, „Chalk 4“) in den Fahrzeugkonvoi. Auf dem Rückweg nahm der Widerstand der Miliz deutlich zu. Diese zerstörte zwei US-Fahrzeuge mittels Panzerfäusten.

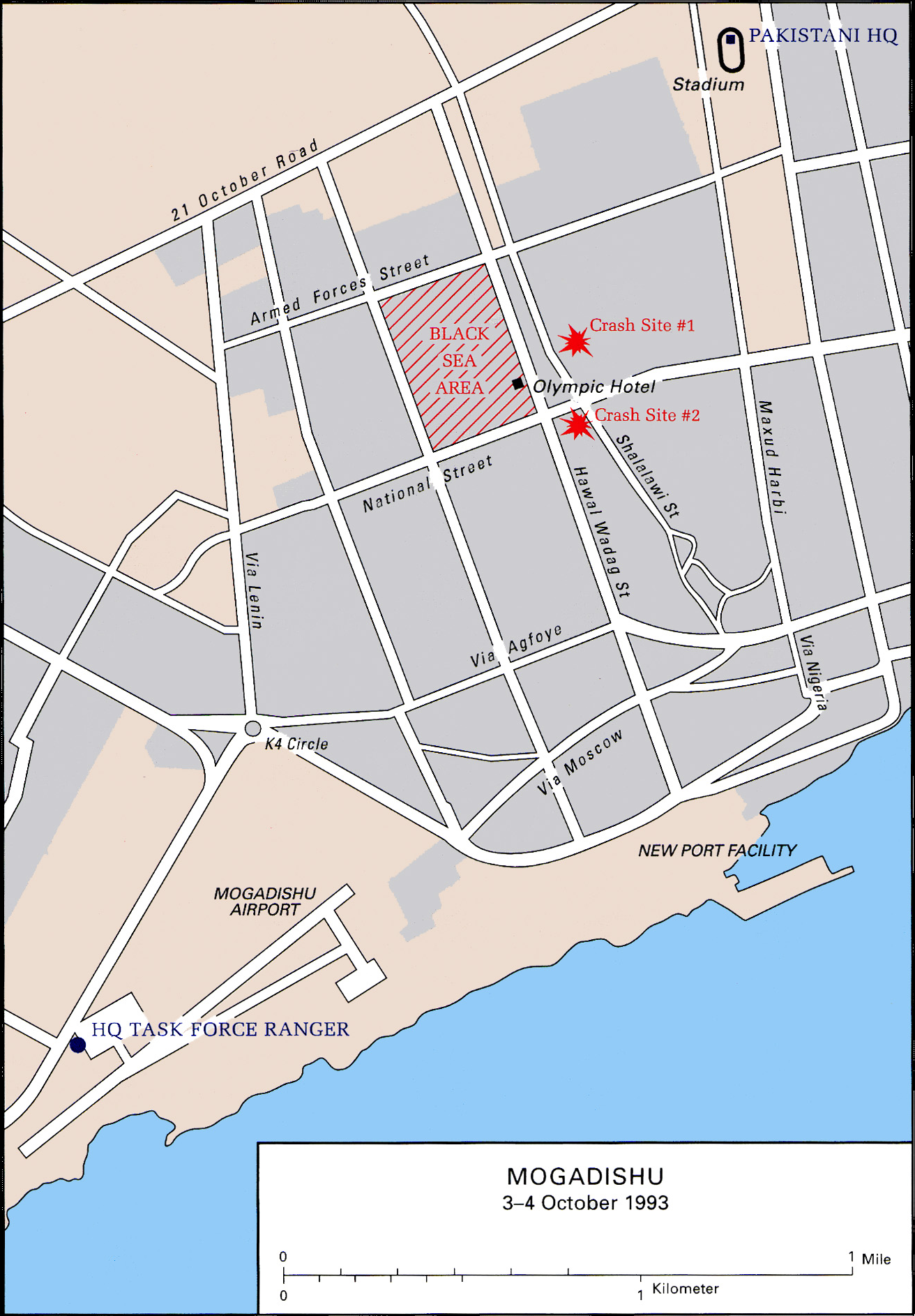
Übersicht Verlauf

Kurz darauf wurde ein MH-60 „Black Hawk“-Hubschrauber (Rufname: Super Six-One), der über dem Kampfgebiet flog, von der Panzerabwehrgranate eines RPG getroffen. Der Hubschrauber mit sieben Mann Besatzung stürzte daraufhin knapp 300 Meter vom Zielgebäude entfernt ab. Sofort wurden ein Helikopter-Rettungsteam und die noch nicht eingesammelten Bodentruppen dorthin geschickt. Die Besatzung eines Hughes MH-6-'Little-Bird'-Kampfhubschraubers (Rufname: Star Four-One), der bei der Absturzstelle landete, rettete zwei Leichtverwundete und flog sie aus. Ein weiterer Hubschrauber setzte ein CSAR-Team aus der TFR ab, wurde allerdings selbst beschossen und musste beschädigt zum Stützpunkt zurückkehren. Das Rettungsteam saß am Hubschrauber-Wrack fest und wurde von einer schnell größer werdenden Menge aus SNA-Milizionären und bewaffneten Zivilisten angegriffen, unter ihnen Frauen und Kinder. Während sich der Rettungstrupp gegen die Angreifer wehrte, bemühte sich der Fahrzeugkonvoi, zur Absturzstelle durchzubrechen. Allerdings konnten sich die Soldaten in den Straßen Mogadischus nur schwer orientieren, wurden aus der Luft ungenau dirigiert, lagen unter ständigem Beschuss und vermochten ohne Panzerfahrzeuge und schwere Waffen die Straßensperren nicht zu durchbrechen. Als die Sinnlosigkeit ihrer Versuche deutlich wurde, entschied Lieutenant Colonel Daniel McKnight, kommandierender Offizier der Fahrzeugkolonne, zur Basis zurückzukehren, um sich neu zu formieren und aufzumunitionieren. Der Konvoi hatte mittlerweile so viele Verwundete und Tote, dass der Aufenthalt an der Absturzstelle nach Einschätzung McKnights mehr geschadet als genutzt hätte.
Zum gleichen Zeitpunkt, etwa gegen 17 Uhr, wurde ein weiterer Black Hawk (Super Six-Four) abgeschossen. Er schlug rund einen Kilometer vom ursprünglichen Einsatzort der TFR entfernt auf. Im Hauptquartier stellte Garrison unterdessen einen provisorischen Trupp aus Stabspersonal und leichten Infanteristen der schnellen Eingreiftruppe zusammen, der mit leicht gepanzerten Fahrzeugen in die Stadt geschickt wurde. Dieser Versuch scheiterte daran, dass fast sämtliche Straßen in und aus der Stadt durch Sperren verriegelt waren. Die Soldaten kamen unter massiven Beschuss und fanden keinen Weg um die Blockaden. Kurz nach dem Absturz wurde ein neuer Luftrettungsversuch über der zweiten Absturzstelle gestartet. Ein Black Hawk setzte zwei Angehörige der Delta Force ab, wurde dann aber in der Luft von einer RPG getroffen und konnte nur mit Mühe in der Nähe des Flughafens bruchlanden. Die beiden abgesetzten Scharfschützen, Master Sergeant Gary Gordon und Sergeant First Class Randall Shughart, versuchten das Wrack zu verteidigen, wurden aber ebenso wie fast die gesamte Besatzung der Super Six-Four von einer Übermacht Somalier überrannt und getötet. Beide Soldaten wurden posthum mit der Medal of Honor ausgezeichnet. Ihre Leichname wurden durch die Straßen geschleift. Die entsprechenden Bilder gingen um die Welt. Nur ein Crewmitglied überlebte das Gefecht: Michael J. Durant, der Pilot. Er verbrachte elf Tage in somalischer Gefangenschaft, bevor er freigelassen wurde.

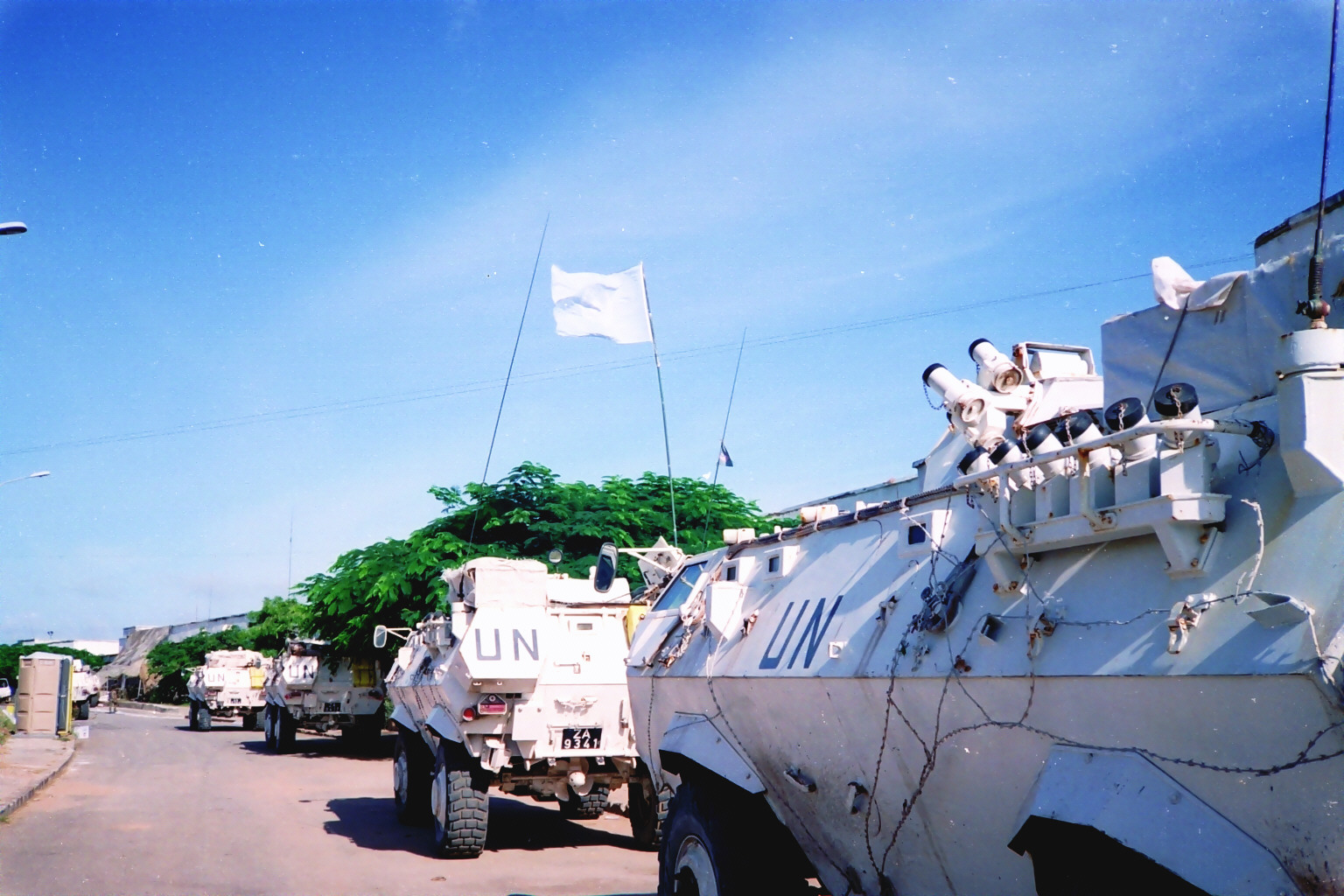
Malaysische Condor in Mogadischu in 1992 oder 1993

Als es dunkel wurde, befanden sich noch 99 TFR-Soldaten in Mogadischu. Sie verschanzten sich nahe der ersten Helikopter-Absturzstelle und wehrten sich gegen die Angriffe der Somalier. Erst zu diesem Zeitpunkt wandte sich General Garrison an die pakistanischen und malaysischen Blauhelm-Truppen und bat um Hilfe. Es gelang bis 23:30 Uhr, einen Konvoi aus vier pakistanischen M48-Kampfpanzern, 28 malaysischen gepanzerten Mannschaftstransportern, zwei leichten US-Infanterie-Kompanien der 10. US-Gebirgsdivision und rund 50 TFR-Mitgliedern in Bewegung zu setzen. Rund zweieinhalb Stunden lang kämpfte sich der Verband bei Dunkelheit und unter Beschuss durch Mogadischu. Der genaue Standort der abgeschnittenen Rangers war unbekannt, so dass sich der Rettungskonvoi in zwei Teile spaltete, die sich jeweils zu einer der beiden Helikopter-Absturzstellen durchkämpften. Bei Super Six-One gelang das Zusammentreffen mit den verschanzten Rangern. Der zweite Trupp fand bei Super Six-Four keine Überlebenden mehr.
Die letzten Mitglieder der Delta Force, die das Bergen der Leichen bei der ersten Absturzstelle absicherten und keinen Platz mehr in den Fahrzeugen des Konvois fanden, sollten neben den gepanzerten Fahrzeugen des Konvois gedeckt bis zum Stützpunkt der pakistanischen UN-Truppen vorrücken. Aufgrund des andauernden Beschusses mussten die Fahrzeuge aber schneller fahren, um nicht ein leichtes Ziel darzustellen. Als ca. eine Meile vor dem Pakistani-Stützpunkt die Deltas keine Deckung mehr von den gepanzerten Fahrzeugen erhielten, mussten sie sich den Weg zum Stützpunkt freikämpfen und wurden dabei von „Little-Bird“-Hubschraubern unterstützt. In dieser später als „Meile von Mogadischu“ bekannten Schlacht erlitten Aidids Milizen abermals schwere Verluste.
Obwohl die Wiedervereinigung der beiden Teile des Panzerkontingents nicht gelang, konnten sich dennoch alle Fahrzeuge und die Geretteten zum pakistanischen Stützpunkt zurückziehen.

## Truppenzusammensetzung der US- und UN-Truppen

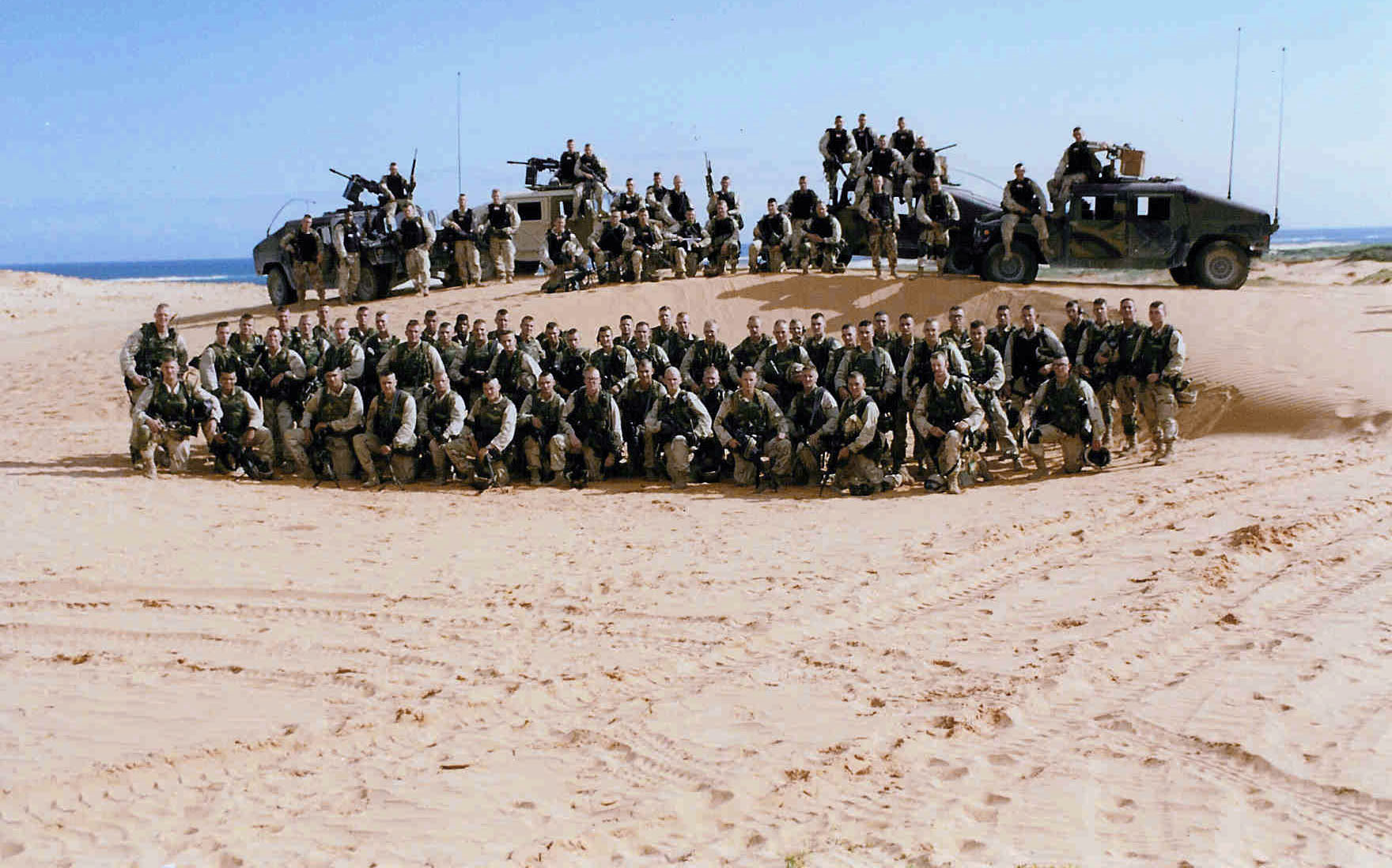
Bravo Company, 3. Ranger Battalion

- Task Force Ranger, einschließlich:
  - C Squadron, 1st Special Forces Operational Detachment-Delta – auch bekannt als „Delta Force“
  - Bravo Company, 3. Ranger Battalion, 75. Ranger-Regiment
  - 1. Bataillon, 160th Special Operations Aviation Regiment mit MH-6J und AH-6 „Little Birds“ und MH-60 A / L Black Hawks
  - 24th Special Tactics Squadron
  - Navy SEALs
  - CVN-72 USS Abraham Lincoln & Carrier Air Wing 11
- Task Force-10. Gebirgsdivision, einschließlich:
  - 1. Bataillon, 22. Infanterie-Regiment
  - 2. Bataillon, 14. Infanterie-Regiment,
  - 3. Zug, C Company, 1. Bataillon, 87. Infanterie-Regiment
  - 15. Bataillon, der Force-Regiment Frontier, Pakistan-Armee
  - 19. Lancers der Pakistan-Armee
  - 10. Bataillon des Regiments Baloch der pakistanischen Armee.
  - Mit dem TF enthalten war der 977 MP Co.

- UN-Truppen
  - 19. Bataillon, Königliches Malay Regiment der malaysischen Armee
  - 11. Regiment, Grup Gerak Khas
  - 7. Bataillon, Frontier Force-Regiment der pakistanischen Armee[6]

## Truppenaufstockung und Strategiewechsel

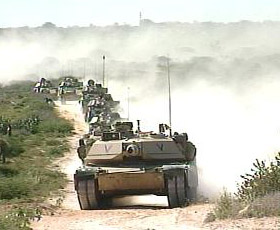
Kolonne von M1A1 Abrams und M2 Bradleys außerhalb Mogadischus (Januar 1994)

Bei einer Sitzung des Nationalen Sicherheitsrates im Weißen Haus am 6. Oktober 1993 wurde beschlossen, dass alle Operationen gegen Aidids Milizen eingestellt werden und die US-Truppen nur noch sich selbst schützen sollen. Infolge der erschreckenden Fernsehbilder und der immer stärkeren Ablehnung der Mission in den USA wurde zum Schutz der dortigen US-Truppen schweres Gerät nach Mogadischu geliefert. Im Laufe des Dezembers 1993 verlegte man 1300 Soldaten der 24th Infantry Division, 16 M1-Abrams-Kampfpanzer und 44 Bradley-Schützenpanzer sowie zwei McDonnell-Douglas-F/A-18-Kampfflugzeuge nach Somalia.

## Folgen
Insgesamt starben in dem über zwölfstündigen Feuergefecht 18 US-amerikanische Soldaten, ein Malaysier und eine nicht genau zu ermittelnde Zahl Somalier, die auf bis zu 1000 geschätzt wird. 84 US-Amerikaner (rund zwei Drittel der eingesetzten Bodentruppen), sieben Malaysier und zwei Pakistaner wurden verwundet. Ein weiterer US-Soldat wurde zwei Tage später durch einen Anschlag getötet, weshalb viele Quellen die Anzahl der US-amerikanischen Verluste mit 19 angeben.
Insbesondere die Fernsehbilder getöteter und durch die Straßen Mogadischus geschleifter US-Soldaten führten in den USA zu einem Wandel der öffentlichen Meinung über das Engagement in Somalia. Erst nach dieser Schlacht beschloss die US-Regierung, gepanzerte Truppentransporter, Panzer und AC-130H-Gunship-Flugzeuge nach Somalia zu entsenden. Auf der anderen Seite untersagte US-Präsident Bill Clinton am 6. Oktober alle weiteren Militäroperationen gegen Aidid in Somalia und kündigte an, dass bis Ende März 1994 alle US-Soldaten aus dem Land abgezogen werden sollten. Gleichzeitig wurde der ehemalige Botschafter Robert B. Oakley als Sondergesandter nach Somalia entsandt, um auf politischem Weg ein Ende des Bürgerkrieges herbeizuführen. Am 15. Dezember 1993 erklärte Verteidigungsminister Les Aspin seinen Rücktritt aus „persönlichen Gründen“. Als tatsächlicher Grund werden jedoch die Ereignisse in Mogadischu vermutet. Der Rücktritt wurde zum 4. Februar 1994 wirksam.
Am 25. März 1994 wurden fast alle US-Soldaten aus Somalia abgezogen. Auf Schiffen vor der Küste blieb ein kleines Marineinfanterie-Kontingent zurück, um falls nötig die 1000 US-amerikanischen Zivilisten im Land zu evakuieren. UNOSOM II endete am 31. März 1995 ohne Erfolg, nachdem die verbleibenden UNO-Truppen vollkommen die Kontrolle über Mogadischu verloren hatten. Zu diesem Termin wurden auch die letzten verbleibenden US-Truppen abgezogen.
Die verlustreichen Kämpfe von Mogadischu übten bleibenden Einfluss auf die US-Politik aus, der dazu führte, dass sich die USA in den Folgejahren nur zurückhaltend an Blauhelm-Einsätzen beteiligten. Sie gelten unter anderem als Grund für das Nicht-Eingreifen während des Völkermords in Ruanda im April 1994 und in der fast ausschließlich auf Luftangriffen basierenden Strategie der NATO während der Jugoslawienkriege.
Darüber hinaus dämpfte der Abzug aus Somalia als Konsequenz der Schlacht den Glauben an ein zwangsläufiges „Ende der Geschichte“ (Francis Fukuyama, „The End of History and the Last Man“, 1992). Den westlichen Gesellschaften, allen voran den Vereinigten Staaten, wurde die strategische Komplexität und das Risiko der Demokratisierung und des sogenannten Nation Building verdeutlicht, nachdem dieser Glaube zuvor durch den Zerfall der Sowjetunion und den Erfolg des multilateral geführten Zweiten Golfkriegs genährt worden war.
Der Kriegsfilm Black Hawk Down von Regisseur Ridley Scott basiert auf den Ereignissen des 3. Oktober 1993.
In Somalia ist jener Tag als Maalintii Rangers („Tag der Rangers“) bekannt.

## Verbindungen zu Al-Qaida
Im Dezember 1992 verübte Al-Qaida den ersten Anschlag gegen ein US-Ziel. Zwei Bomben explodierten außerhalb von zwei Hotels im jemenitischen Aden. Ziel des Anschlags waren US-Soldaten, die auf dem Weg nach Somalia im Rahmen der Operation Restore Hope dort übernachteten. Wenige Tage später kündigte das US-Verteidigungsministerium an, den Jemen nicht mehr als Basis für US-Truppen zu verwenden. Anschließend entsandte Osama bin Laden seinen Militärkommandeur Mohammed Atef nach Somalia, der sich mit Stammesmitgliedern von Mohammed Farah Aidid traf. Aidids Männer wurden von Arabern, die in Afghanistan gekämpft hatten, darin geschult, Hubschrauber mit einer RPG abzuschießen. Dschamal al-Fadl, nach eigenen Angaben die dritte Person, die einen Treueschwur auf al-Qaida abgelegt hatte, hatte im Juni 1996 in der US-Botschaft in Eritrea seine Dienste angeboten, nachdem er Gelder al-Qaidas hinterzogen hatte. Al-Fadl sagte vor Gericht aus, dass bin Laden US-Soldaten in Somalia als Ziel ausersehen hatte. Dies wurde auch durch einen Brief eines al-Qaida-Mitglieds belegt, in dem die Rolle al-Qaidas bei der Ausbildung somalischer Kämpfer beschrieben wurde und der bei einer Hausdurchsuchung 1997 in Kenia vom FBI sichergestellt wurde. Einer der Black Hawk-Hubschrauber wurde tatsächlich von einem Al-Qaida-Kämpfer abgeschossen. Er wurde Ende 2001 bei einem US-Luftschlag in Afghanistan getötet.

## 2013: Rückkehr von Soldaten der Task Force
Im August 2013 kehrten zwei ehemalige Soldaten der Task Force Ranger mit einem Kamerateam nach Mogadischu zurück. Unter dem Schutz somalischer Sicherheitsleute drehte das Kamerateam einen Kurzfilm mit den Namen: Return to Mogadishu: Remembering Black Hawk Down. Dieser Kurzfilm wurde im Oktober 2013 zum 20. Jahrestag der Schlacht von Mogadischu veröffentlicht.

## Bekannte Verluste der beiden Kriegsparteien
Die genauen Verluste auf somalischer Seite sind unbekannt. Schätzungen gehen von 700–1000 toten und 3000–4000 verletzten somalischen Milizsoldaten und Kombattanten aus. Das Rote Kreuz vermutet zudem etwa 200 Tote und 700 Verwundete unter somalischen Zivilisten. Im Buch Black Hawk Down: A Story of Modern War werden die somalischen Verluste auf 500 Gefallene und etwa 1000 Verletzte beziffert.
Das Pentagon ging am Tag nach der Schlacht von fünf toten amerikanischen Soldaten aus, musste aber am Folgetag die Verlustzahlen auf 19 Tote und 73 Verletzte korrigieren.
Zwei Tage nach der Schlacht kam es zu einem Mörserangriff durch Aidids Milizen auf die Unterkünfte der Task Force Ranger. Bei diesem Angriff starb Sergeant First Class Matt Rieseron.
| Rang                                          | Name                                         | Alter | Ort | Auszeichnungen                                                                     |
| --------------------------------------------- | -------------------------------------------- | ----- | --- | ---------------------------------------------------------------------------------- |
| Soldaten der Delta Force                      |                                              |       | |                                                                                    |
| Master Sergeant                               | Gary Ivan Gordon                             | 33    | Starb bei der Verteidigung des Black Hawks „Super Six Four“ | Medal of Honor, Purple Heart                                                       |
| Sergeant First Class                          | Randy Shughart                               | 35    | Starb bei der Verteidigung des Black Hawks „Super Six Four“ | Medal of Honor, Purple Heart                                                       |
| Staff Sergeant                                | Daniel Darrell Busch                         | 25    | Scharfschütze, starb bei der Verteidigung der Crew von „Super Six One“ | Silver Star, Purple Heart                                                          |
| Sergeant First Class                          | Carl Robert Fillmore, Jr.                    | 28    | Starb beim Verteidigen der ersten Absturzstelle | Silver Star, Purple Heart                                                          |
| Master Sergeant                               | Timothy Lynn Martin                          | 38    | Wurde beim ersten Konvoi schwer verwundet, starb auf dem Weg zu einem Feldkrankenhaus in Deutschland | Silver Star, Purple Heart                                                          |
| Sergeant First Class                          | Matthew Loren Rierson                        | 33    | Starb bei einem Mörserangriff, zwei Tage nach der Schlacht | Silver Star, Purple Heart                                                          |
| Soldaten des Ranger Regiments                 |                                              |       | |                                                                                    |
| Corporal                                      | James „Jamie“ E. Smith                       | 21    | Starb bei der Verteidigung der ersten Absturzstelle | Bronze Star Medal, Purple Heart                                                    |
| Specialist                                    | James M. Cavaco                              | 26    | Starb beim Rückzug des ersten Konvois zur Basis | Bronze Star with Valor Device, Purple Heart                                        |
| Sergeant                                      | James Casey Joyce                            | 24    | Starb bei einem Hinterhalt beim Rückzug zur Basis | Bronze Star with Valor Device, Purple Heart                                        |
| Corporal                                      | Richard „Alphabet“ W. Kowalewski, Jr.        | 20    | Starb beim Beschuss durch einen RPG-7 | Bronze Star with Valor Device, Purple Heart                                        |
| Sergeant                                      | Dominick M. Pilla                            | 21    | Starb beim zweiten Konvoi | Bronze Star with Valor Device, Purple Heart                                        |
| Sergeant                                      | Lorenzo M. Ruiz                              | 27    | Beim ersten Konvoi verwundet, starb auf dem Weg ins Krankenhaus nach Deutschland | Bronze Star with Valor Device, Purple Heart                                        |
| Soldaten und Crewmitglieder der Night Stalker |                                              |       | |                                                                                    |
| Staff Sergeant                                | SSG William „Wild Bill“ David Cleveland, Jr. | 34    | Teamleiter vom Black Hawk „Super Six Four“, starb beim Absturz | Silver Star, Bronze Star, Air Medal with Valor Device, Purple Heart                |
| Staff Sergeant                                | SSG Thomas „Tommie“ J. Field                 | 25    | Vize-Teamleiter vom Black Hawk „Super Six Four“ | Silver Star, Bronze Star, Air Medal with Valor Device, Purple Heart                |
| Chief Warrant Officer                         | Raymond „Ironman“ Alex Frank                 | 45    | Co-Pilot vom Black Hawk „Super Six Four“, starb beim Absturz | Silver Star, Air Medal with Valor Device, Purple Heart                             |
| Chief Warrant Officer                         | Clifton „Elvis“ P. Wolcott                   | 36    | Pilot vom Black Hawk „Super Six One“ starb beim Absturz | Distinguished Flying Cross, Bronze Star, Air Medal with Valor Device, Purple Heart |
| Chief Warrant Officer                         | Donovan „Bull“ Lee Briley                    | 33    | Co-Pilot des Black Hawk „Super Six One“ starb beim Absturz | Distinguished Flying Cross, Bronze Star, Air Medal with Valor Device, Purple Heart |
| Soldaten der 10th Mountain Division           |                                              |       | |                                                                                    |
| Sergeant                                      | Cornell Lemont Houston                       | 31    | War Mitglied eines Konvois, welcher versuchte die eingeschlossenen Militärverband durch einen Entsatzangriff zu befreien. Er wurde durch das Schrapnell eines RPG-7 Granatwerfers schwer verwundet. Er starb beim Rückflug zum Landstuhl Medical Center. | Bronze Star, Purple Heart                                                          |
| Private First Class                           | James Henry Martin                           | 23    | Starb beim Rückzug zur Basis durch einen Kopfschuss. | Purple Heart                                                                       |

## Rückkehr des Wracks vom Black Hawk „Super Six One“

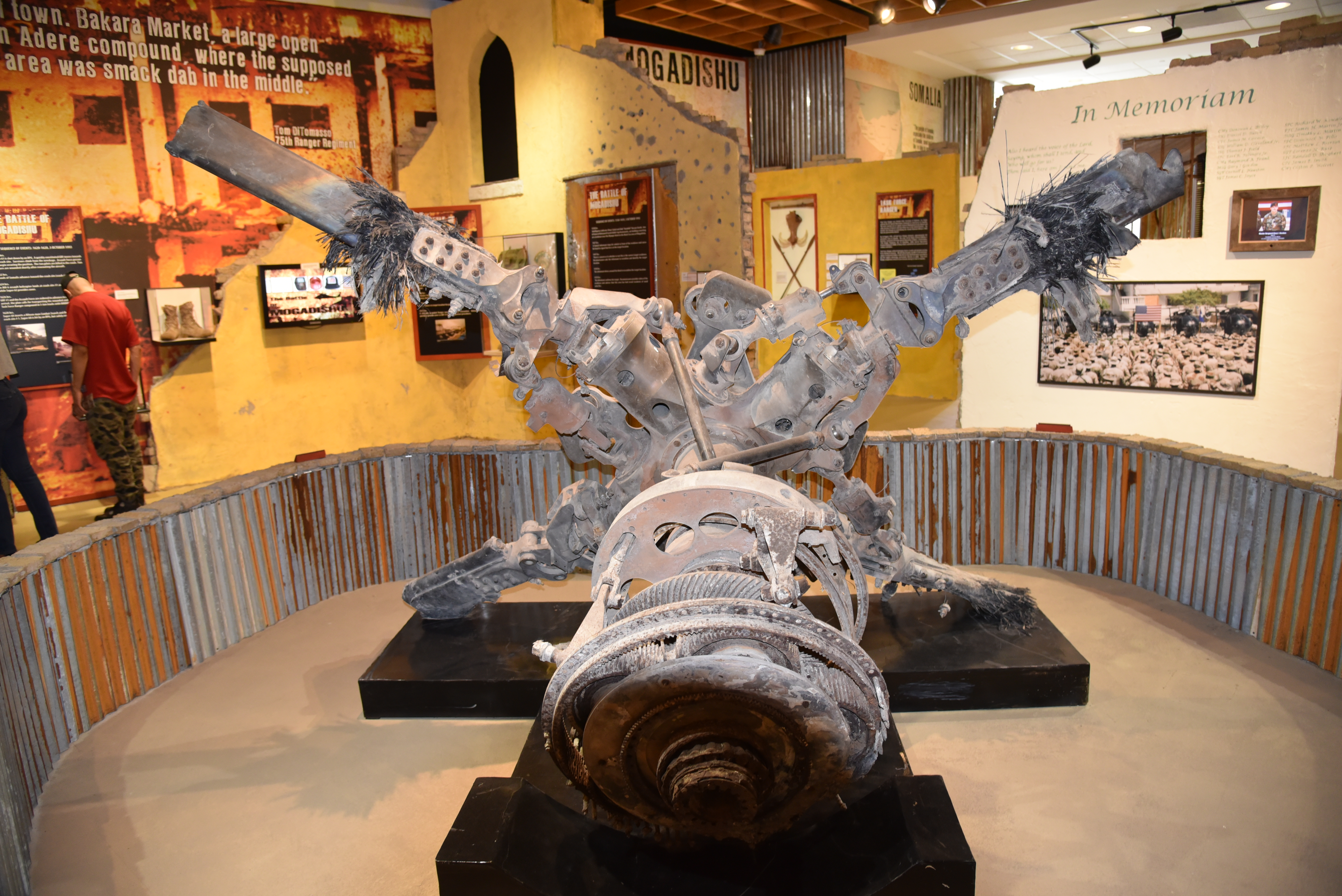
Hauptrotor von „Super Six One“ im Airborne & Special Operations Museum in Fort Bragg

Im August 2013 wurden die verbliebenen Teile des Black Hawks „Super Six One“ in die USA zurückgeführt. Der Rotor und andere Teile des Hubschraubers werden im Airborne & Special Operations Museums in Fort Bragg ausgestellt.

## Analyse
Bei der Erforschung der Ursachen für den desaströsen Verlauf des Einsatzes haben US-Militärkreise eine Reihe von Gründen herausgearbeitet. Demnach existierten 1993 keinerlei Richtlinien für das Vorgehen von US-Truppen in einer Operation, die sowohl friedenserhaltende als auch militärische Ziele verfolgt. Darüber hinaus sei das Einsatzziel nicht klar genug definiert gewesen und habe sich im Verlauf der Mission mehrfach geändert.
Auf taktischer Ebene wird bemängelt, dass Garrison sich zu einer persönlichen Jagd auf Aidid habe hinreißen lassen, obwohl keine verlässlichen nachrichtendienstlichen Erkenntnisse über dessen Aufenthaltsort vorgelegen hätten. Neben der schlechten Informationslage gilt die Vorausberechenbarkeit des amerikanischen Vorgehens als Hauptgrund für das Scheitern. Die US-Truppen hatten schon mehrere Einsätze nach dem gleichen Muster durchgeführt, bei denen die einzige Variation zwischen einem Betreten oder Verlassen der Kampfzone per Konvoi oder Hubschrauber und in der Kombination von beidem bestanden hatte. Dadurch war die SNA-Miliz in der Lage, sich auf ihren Gegner einzustellen. Das Problem wurde dadurch verschärft, dass der gescheiterte Einsatz im Herzen des von der SNA kontrollierten Gebietes stattfand. Darüber hinaus behinderten die Befehlsstrukturen den Einsatz. Die Koordination zwischen den einzelnen Befehlsebenen, der TFR, der QRF und dem Oberkommando in den USA funktionierte zu langsam. Der Beobachtungshubschrauber konnte z. B. aus Gründen der Geheimhaltung keine Daten direkt vom Aufklärungsflugzeug anfordern, sondern musste dazu stets die Genehmigung des Stabes einholen.
Des Weiteren werden mehrere operative Fehler bemängelt. So waren erst kurz zuvor die schwer bewaffneten Flugzeuge vom Typ AC-130H Spectre auf Betreiben von General Montgomery abgezogen worden. Durch diese Abrüstung sollte Aidid zu Verhandlungen bewegt werden. Am 3. Oktober fehlten die Maschinen dann, die den Bodentruppen schlagkräftigen Feuerschutz aus der Luft hätten geben können. Ähnliches gilt für gepanzerte Fahrzeuge, die von Montgomery angefordert, aber vom Verteidigungsminister Les Aspin abgelehnt worden waren. In Washington wurden unverhältnismäßig hohe Verluste unter der Zivilbevölkerung befürchtet, falls Panzer eingesetzt worden wären.
Garrison selbst hat zu verantworten, dass die Bodentruppen unzureichend ausgerüstet waren. Sie verfügten kaum über schwere Waffen wie Granatwerfer oder über Tränengas, das gegen die angreifenden Somalier hätte sinnvoll eingesetzt werden können. Außerdem wurde zugelassen, dass die Rangers nur einen Teil ihrer Keramik-Panzerung trugen, was zwar ihre Beweglichkeit erhöhte, aber einige Menschenleben gekostet haben dürfte. Da man bei der Planung der Operation von einer maximalen Einsatzdauer von zwei Stunden ausging, trugen viele Soldaten entsprechend wenig Munition und Trinkwasser und gar keine Nachtsichtgeräte mit sich.
Schließlich waren nicht nur die Operation selbst, sondern auch die meisten Rettungsversuche ineffektiv, vor allem der Versuch, mit einem leichten Fahrzeugkonvoi in die Straßen Mogadischus einzubrechen, oder das Absetzen von lediglich zwei Mitgliedern der Delta Force zur Sicherung eines abgeschossenen Helikopters. Zu den übrigen UNO-Truppen, die über schwerere Waffen und gepanzerte Fahrzeuge verfügten, wurde zu spät Kontakt aufgenommen. Weil man nicht davon ausging, auf deren Hilfe angewiesen zu sein, aber auch aus Geheimhaltungsgründen wurden diese nicht informiert. Daher waren sie auch nicht für Hilfsmaßnahmen vorbereitet. Zudem erschwerten Sprachbarrieren die multinationale Rettungsaktion.

## Verfilmung
Der Film Black Hawk Down von Regisseur Ridley Scott aus dem Jahr 2001 basiert auf den Ereignissen und dem Buch von Mark Bowden.